# Будівля Кам'янець-Подільської бібліотеки-філії № 6 для дітей
Кам’янець-Подільська бібліотека-філія № 6 для дітей знаходиться  в одноповерховій будівлі   за адресою: вул. Лесі Українки, 38.
Будівля бібліотеки за наказом Міністерства культури України № 324 від 18.04.2017 р. «Про занесення об’єктів культурної спадщини до Державного реєстру нерухомих пам’яток України» визнана пам’яткою культурної спадщини місцевого значення .

## Історія
Споруда  побудована приблизно в 1900 році. Перед Першою світовою війною особняк належав родині Доманських. У часи Першої світової війни тут знаходився штаб Південно-Західного фронту, головнокомандувачем якого був генерал від кавалерії Олексій Олексійович Брусилов. Можливо, саме тут у 1916 році російський генерал Брусилов задумував свій відомий «Брусилівський прорив» австро-німецького фронту. Існують також відомості, що в цьому будинку генерал зі своєю дружиною проживав тимчасово, а пізніше їхнє помешкання знаходилось на вул. Шевченка (тепер будівля  музичної школи).
У період після Другої світової війни будинок був відремонтований і там розмістилася дитяча бібліотека, утворена 1 квітня 1944 року. В перший рік існування дитячої бібліотеки було зараховано 1700 читачів, до 16 років – 1640, книговидача становила 25394 книг. В 1976 р. бібліотеки міста були об’єднанні в централізовану систему, куди ввійшли і бібліотеки для дорослих, і дитячі бібліотеки. З цього часу дитяча бібліотека стає філіалом № 6 Кам’янець-Подільської ЦБС.  
Окрасою будинку виступає різьблена дерев’яна веранда, що увінчується куполом, яка потребує реставрації. Його багато декоровані фасади підтримують вбрання інтер’єрів, в яких збереглися ліпнина, мощення підлоги метлаською плиткою і паркетом. В інтер’єрах особливу увагу привертають збережені кахляні печі і камін. Особливо цікавою є піч у залі, з якого існує вихід на дерев'яну веранду. В оздобленні печі є керамічний рельєф. Сюжет із людьми у костюмах XVI століття і спаленням якогось свитка чи пергаменту у вогні – нагадує картину,  написану у 1866 р. німецьким академістом Карлом Людвигом Фридрихом Беккером (1820-1900). Картина зображує історичний момент «Якоб Фуггер спалює векселі Карла V». Невідомо, яким чином саме ця подія була зафіксована в будинку в м. Кам’янці-Подільському. Згідно з припущеннями краєзнавиці Ірини Пустиннікової відомо, що подібний сюжет зустрічається на кахляних печах у містах Польщі, Німеччини і навіть Америки.

## Опис об’єкта
Будинок збудований в стилі еклектики, виходить головним фасадом на вулицю Лесі Українки. Це кам’яний, одноповерховий будинок з цоколем, невеликою підвальною камерою в центральній частині і горищем.
За функціональною типологією будівля спочатку відносилась до житлових.
Існує три входи в будинок. Головний вхід здійснюється з вул. Лесі Українки. Другий вхід – з північного торцевого фасаду. Третій вхід у будинок здійснюється через криту терасу, яка прибудована до південного фасаду.
В невеликій кімнаті в середині будинку влаштовано вхід до підвалу і на горище через люки. Підвал має одну камеру, прямокутний в плані з півциркульним склепінням.
Вбрання головного фасаду багате на декор з рослинним орнаментом.
Північна частина фасаду акцентована високими дерев'яними різьбленими дверима головного входу у вигляді порталу. Над головним входом вище вінчаючого карнизу влаштовано аттик, де розміщено герб.
Головною окрасою південного фасаду виступає крита тераса.
Основа і сходи тераси кам'яні. Підлога вкрита метлаською плиткою з килимовим візерунком. Оздоблення дворового (західного) фасаду стримане, без ліпного декору.
Художня виразність фасадів підтримана багатими елементами декору в інтер'єрі. В будинку збереглися три печі з художньо-декоративного кахлю і один камін. Високі приміщення прикрашені профільованими карнизами: софітного і галтельного типу з підтримуючими та вінчаючими профільованими частинами, багатими на ліпний декор з рослинним орнаментом. Стелі прикрашені ліпними розетками. В коридорі підлога вкрита метлаською плиткою; в окремих кімнатах паркетними щитами з геометричним візерунком. Дах будинку чотирисхилий з металевим покриттям і слуховими вікнами.
В інтер'єрі будинку збереглися три печі з художньо-декоративного кахлю і один камін, які стали прикрасою всього будинку.
Одна з печей розташована біля парадного входу. Піч прямокутна в плані, основа печі плоска. Цоколь і дзеркало печі вкриті гладким білим кахлем. Нижній і верхній карнизи, кути дзеркала, і завершення викладені з рельєфного кахлю коричневого кольору з рослинними мотивами у стилі бароко.
Друга піч розташовується в західній частині будинку в коридорі. Піч прямокутна в плані, основа печі плоска з вузьким плінтусом. Об'єм печі поділений горизонтальними членуваннями карнизами і пояском: цоколь, дзеркало і завершення. Кахлі з рельєфним малюнком рослинного орнаменту, вкриті монохромним забарвленням (коричневий колір). На дверцятах напис: Г. БЕРНДТЪ / ПАТЕНТ №5746 / ВЪ ОДЕССЋ.

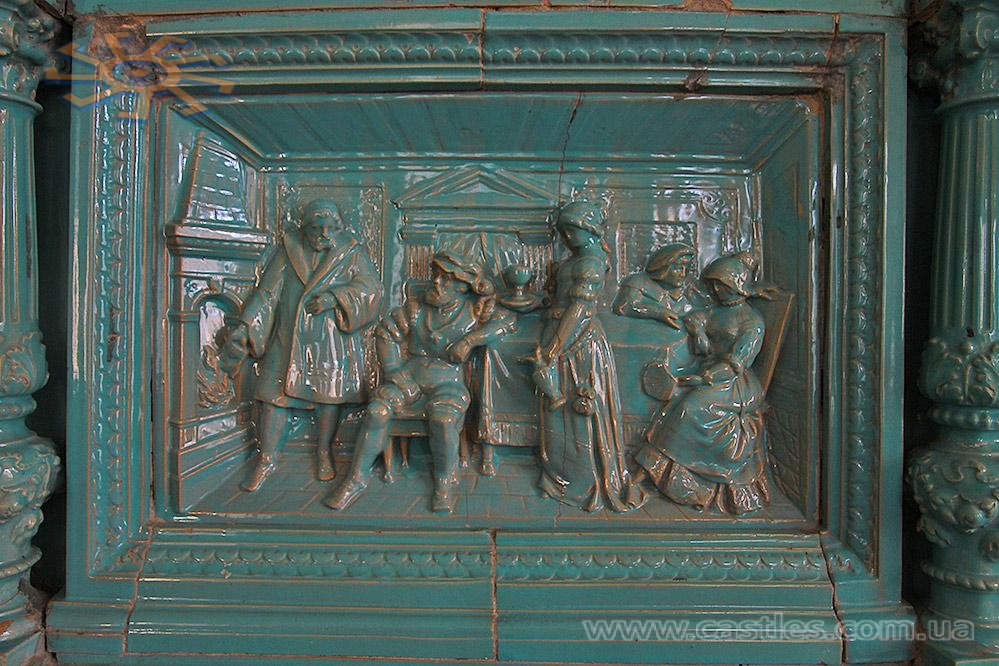

Третя піч знаходиться в південно-східній залі біля північної стіні. Ця піч вирізняється парадним виглядом. Піч облицьована рельєфним кахлем монохромного забарвлення (зелений колір). Нижня частина печі має високий профільований плінтус і завершується карнизом з пояском. Її площини облицьовані лицьовими і кутовими кахлями з увігнутими розетками у вигляді квітки. У середній частині цієї печі поміщено керамічну картину в рамі, де зображено відпочинок людей біля каміну в інтер'єрі таверни періоду 16-17ст. десь у Європі. На кутах встановлено фігурні керамічні колонки.
Біля західної стіни південно-східної зали знаходиться камін. Цей камін відноситься до закритого типу, складний в плані, основа каміну плоска. Особливу увагу привертає нижня частина каміну. Портал каміну зроблений у вигляді арки і прикрашений ліпниною барокових мотивів. Топка огороджена металевою фігурною решіткою. Кути цоколя виступають і прикрашені фігурною пластикою з жіночим погруддям без голови.